# قائمة كنائس العراق
تتواجد العديد من الكنائس والأديرة المسيحية في العديد من المدن والقرى على امتداد العراق, والقائمة التالية تقوم بتوزيع الكنائس وفقاً للمحافظة والطائفة التي تتبع لها وسنة الإنشاء في حال توافرها:

## محافظة نينوى
1. كنيسة مارت شموني لكنيسة المشرق الآشورية في تلكيف
2. كنيسة مار توما للسريان الأرثوذكس في الموصل
3. دير الربان هرمز في القوش
4. دير السيدة مريم العذراء حافظة الزروع في القوش تأسس عام 1858م
5. دير مار متي للسريان الأرثوذكس على سفوح جبل مقلوب.
6. دير ناقورتايا في بغديدا
7. كنيسة الطاهرة في بغديدا
8. كنيسة سركيس وباكوس في بغديدا
9. كنيسة القيامة في بغديدا تأسست عام 2008م
10. كنيسة مار أدي الرسول في كرمليس وفيها دفن الأب رغيد عزيز كني
11. كنيسة مار زينا في بغديدا
12. كنيسة مار كوركيس لطائفة الكلدان الكاثوليك في كرمليس
13. كنيسة مار كوركيس القديمة في برطلة
14. كنيسة مار ميخا في القوش
15. كنيسة مار كوركيس في القوش
16. كنيسة مارت شموني في بغديدا
17. كنيسة مارت شموني في برطلة
18. كنيسة مار بهنام وسارة في قرة قوش
19. كنيسة مار كوركيس لطائفة السريان الكاثوليك في برطلة تأسست عام 1933م
20. كنيسة مريم العذراء في برطلة
21. كنيسة مار بوبلص في الموصل. حي المهندسين .للكلدان الكاثوليك. وهي كنيسة المطران فرج رحو.
22. كنيسة البشارة في الموصل. حي الثقافة. للسريان الكاثوليك.
23. كنيسة مار إفرام في الموصل. حي الشرطة.للسريان الأرثوذكس.
24. كنيسة مار إشعيا أحد الكنائس القديمة في الجانب الأيسر من مدينة الموصل.
25. كنيسة شمعون الصفا.
26. كنيسة/ دير مار كوركيس.
27. كنيسة القديسة مسكنتة.
28. كنيسة الطهرة للكلدان. مطرانية الكلدان سابقا.
29. كنيسة الطاهرة للسريان الكاثوليك.
30. كنيسة الطهرة العليا للأرثوذكس.

## محافظة البصرة
1. كنيسة مار أفرام للكلدان الكاثوليك في البصرة
2. كنيسة القديسة تيريزا اللاتين
3. كنيسة القلب الأقدس السريان الكاثوليك في حي الداكير في البصرة
4. دير راهبات التقدمة للاتين في حي مناوي باشا في البصرة.
5. كنيسة مريم العذراء للسريان الأرثوذكس في البصرة أسست عام 1936م
6. كنيسة الأرمن الأرثوذكس في البصرة
7. كنيسة الصخرة الرسولية في العشار في البصرة.
8. الكنيسة الإنجيلية المشيخية في مدينة البصرة.
9. كنيسة السريان الكاثوليك في العشار في البصرة
10. كنيسة سيدة البشارة في الطويسة الكلدانية
11. كنيسة مارتوما في البصرة القديمة الكلدانية
12. كاتدرائية مريم العذراء المحبول بها بلا دنس أصلي الكلدانية
13. كنيسة مريم العذراء الشرقية للاثوريين
14. كنيسة الآثوريين في كوت الحجاج
15. دير راهبات الكلدان في الكزارة
16. كنيسة الأدفنتست السبتيبن في منطقة الكورنيش

## محافظة أربيل
1. كاتدرائية مار يوسف في عنكاوا
2. كنيسة مار كوركيس في عنكاوا
3. كنيسة أم المعونة الدائمة في عنكاوا
4. كنيسة مار يوحنا لكنيسة المشرق الآشورية في عنكاوا
5. كنيسة أم النور للسريان الأرثوذكس في عنكاوا.
6. كنيسة كويسنجق الكاثوليكية في كويسنجق
7. مزار مار يعقوب في شقلاوة

## محافظة كركوك
1. كاتدرائية قلب يسوع للكلدان الكاثوليك في منطقة ساحة الطيران في كركوك
2. كنيسة مار أفرام للسريان الأرثوذكس في ساحة العمال في كركوك
3. كنيسة مار كوركيس في مدينة كركوك
4. الكنيسةالإنجيلية المشيخية العربية في حي الماس مدينة كركوك
5. كنيسة مار يوسف للكلدان الكاثوليك في مدينة كركوك.
6. كنيسة الحمراء للكلدان الكاثوليك في كركوك

ٌُّ# كنيسة العائلة المقدسة للسريان الكاثوليك في حي شاطرلو في كركوك

## محافظة دهوك
1. كنيسة مار كوركيس للكلدان الكاثوليك في زاخو
2. كنيسة مار آيث الاها في دهوك
3. كنيسة مريم العذراء للأرمن الأرثوذكس في زاخو
4. كنيسة مريم العذراء كنيسة سريانية للسريان الكاثوليك في زاخو والتي يعتقد أن تاريخ تأسيسها يعود للقرن السابع عشر ميلادي
5. كنيسة مار نرسي في دهوك
6. كنيسة مار يوسف في مدينة دهوك.
7. كنيسة مار متى في سرسنك
8. كنيسة مار منصور في أفزروك شنو
9. كنيسة مار كوركيس في زاخو
10. كنيسة مار كوركيس في دهوك
11. كنيسة الشهيد مار سركيس التابعة للكنيسة الشرقية القديمة في عقرة
12. كنيسة العذراء أم الرحمة في سميل تأسست عام 1986م
13. كنيسة القديس فارتان لطائفة الأرمن الأرثوذكس في قرية أفزروك تأسست عام 2000م

## محافظة ميسان
1. كنيسة أم الأحزان للكلدان الكاثوليك في العمارة, تأسست عام 1880م وهي أقدم كنيسة ما زالت قائمة في جنوب العراق.

## محافظة بابل
1. كنيسة مريم العذراء للكلدان الكاثوليك في الحلة

## محافظة الأنبار
1. كنيسة مار كيوركيس في الحبانية أنشأت عام 1932م, تدمرت على يد المسلحين بعد احتلال العراق عام 2003م
2. كنيسة مريم العذراء ملكة السلام للكلدان الكاثوليك في الحبانية أسست عام 1936م
3. كنيسة مار ساوا الطبيب في الحبانية منطقة كولي كمب أنشئت عام 1946

## محافظة ديالى
1. كنيسة أم المشورة الصالحة وسط بعقوبة
2. كنيسة البشارة للكلدان في خانقين

## محافظة السليمانية
1. كنيسة مريم العذراء للكلدان الكاثوليك في مدينة السليمانية تأسست حوالي عام 1862م
2. كنيسة مار يوسف في مدينة السليمانية.

## محافظة كربلاء
1. كنيسة الأقيصر، في محافظة كربلاء وهي كنيسة أثرية يعود تاريخ بنائها إلى القرن الخامس ميلادي غير مستخدمة حاليا لكنها كانت تزار سنويا من قبل طائفة الكلدان لإقامة قداديس فيها.